# Zapotlán el Grande
Zapotlán el Grande é um município do estado de Jalisco, no México.
Em 2005, o município possuía um total de 96.050 habitantes.